# Bâtiment de la maison de la culture de Valjevo
Le bâtiment de la maison de la culture de Valjevo (en serbe cyrillique : Зграда Дома културе у Ваљеву ; en serbe latin : Zgrada Doma kulture u Valjevu) se trouve à Valjevo, dans le district de Kolubara en Serbie. Il est inscrit sur la liste des monuments culturels protégés de la république de Serbie (identifiant no SK 2027),.

## Présentation

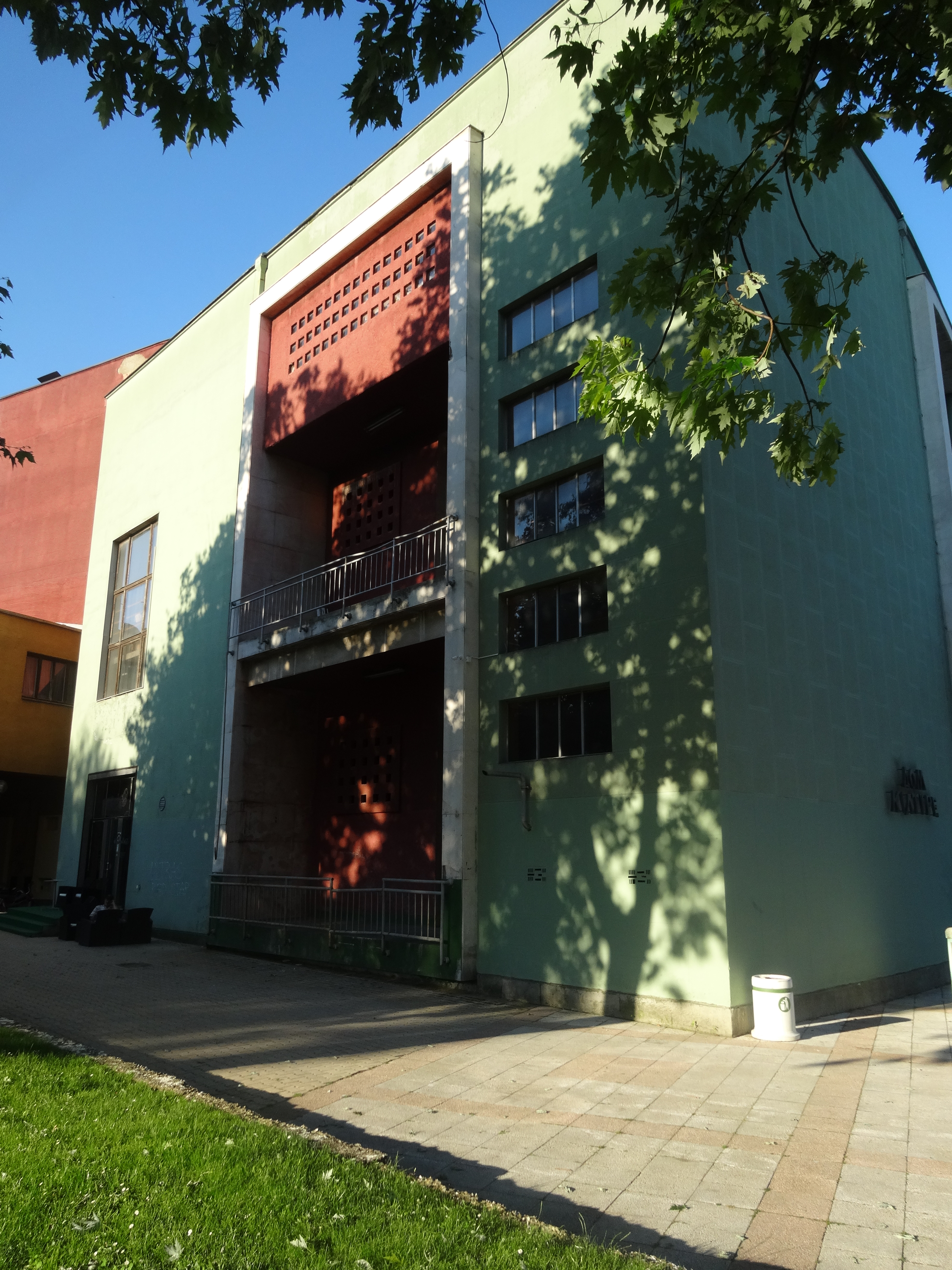
Autre vue du bâtiment.

La maison de la culture a été édifiée dans un style moderniste influencé par l'architecture cubique pour servir de théâtre et de salle de cinéma, ainsi que pour assurer toutes les fonctions culturelles nécessaires à la jeunesse. On ne connaît pas le nom de l'architecture qui a conçu le projet. Les travaux de construction ont commencé en novembre 1953 et ont été achevés le 8 mars 1960, date officielle de l'inauguration. Avant cette date, le centre avait été fondé le 28 septembre 1956 et confié à Mihailo Popović, un étudiant de l'Académie des beaux-arts de Belgrade. En 1960, le spectacle inaugural a été un ballet du Théâtre national de Belgrade représentant La Légende d'Ohrid de Stevan Hristić ; la première représentation cinématographique y a été donnée le 4 septembre 1960.
Le bâtiment doit sa valeur à son architecture mais aussi au rôle historique qu'il a joué dans le développement culturel et éducatif de la région de Valjevo.

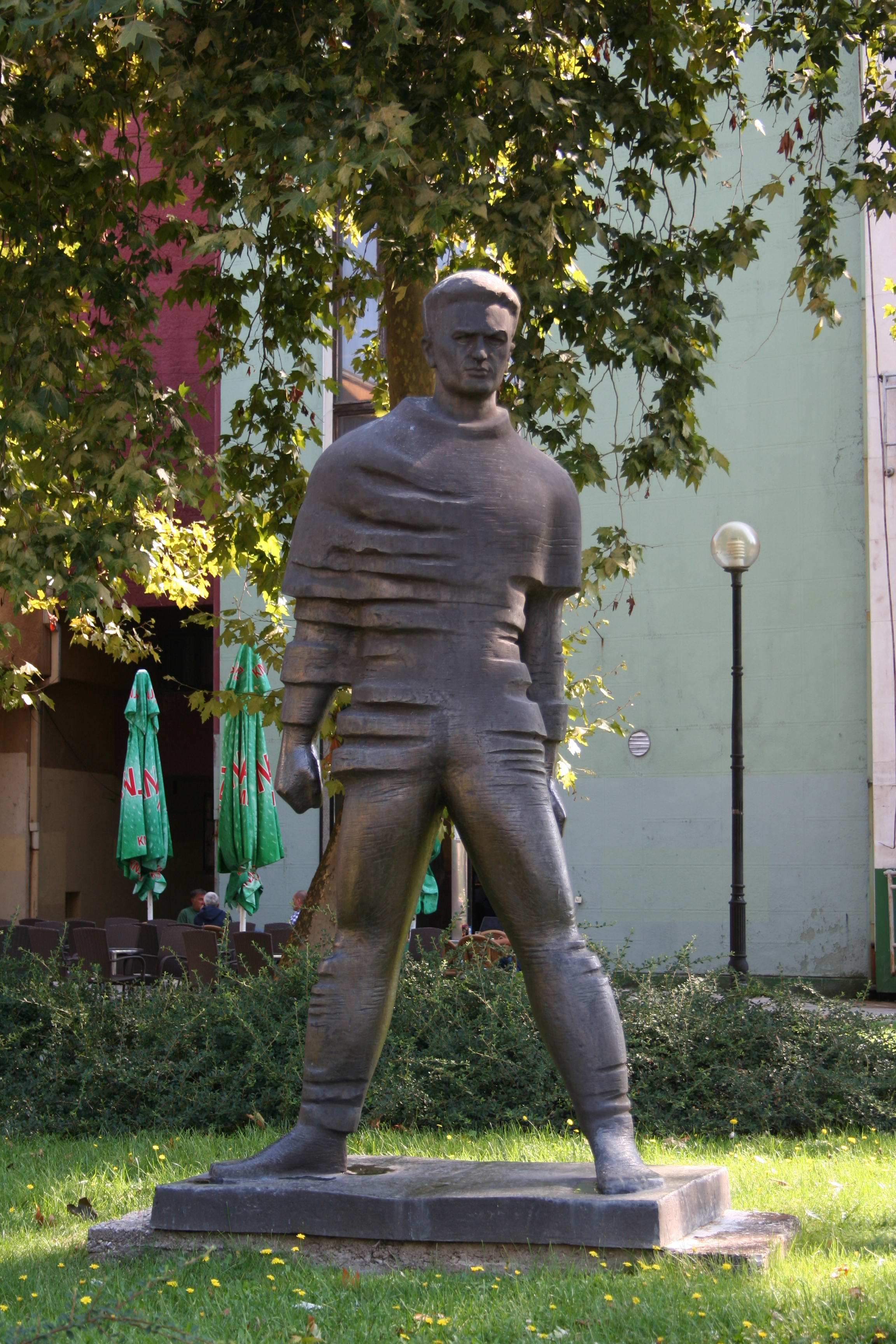
Statue dans le parc devant le bâtiment.